# Sela pri Dragatušu
Sela pri Dragatušu – wieś w Słowenii, w gminie Črnomelj. W 2018 roku liczyła 83 mieszkańców.